# Теребренское сельское поселение
Теребре́нское се́льское поселе́ние — муниципальное образование в Краснояружском районе Белгородской области.
Административный центр — село Теребрено.

## История
Теребренское сельское поселение образовано 20 декабря 2004 года в соответствии с Законом Белгородской области № 159.

## Население
| 2010 | 2011 | 2012 | 2013 | 2014 | 2015 | 2016 | 2017 | 2018 |
| ---- | ---- | ---- | ---- | ---- | ---- | ---- | ---- | ---- |
| 791  | ↘788 | ↗807 | ↘799 | ↘788 | ↘780 | ↗813 | ↘809 | ↘793 |
| 2019 | 2020 | 2021 |      |      |      |      |      |      |
| ↘765 | ↗783 | ↘710 |      |      |      |      |      |      |

## Состав сельского поселения
| № | Населённый пункт | Тип населённого пункта       | Население |
| - | ---------------- | ---------------------------- | --------- |
| 1 | Староселье       | село                         | ↘191      |
| 2 | Теребрено        | село, административный центр | ↗600      |